# Michel Serrault
Michel Serrault (Brunoy, Essonne, 24 de janeiro de 1928 — Honfleur, 29 de julho de 2007) foi um actor francês.

## Trabalhos principais

### Teatro
- 1967 : Pour voir Adrienne
- 1973 : La Cage aux folles, de e com Jean Poiret
- 1986 : L'Avare de Molière, cenário de Roger Planchon
- .... : On purge bébé de Marcel Bluwal com Jean Poiret e Jacqueline Maillan

### Cinema
- Les Diaboliques (1955)
- A Gaiola das Loucas (1978)
- Buffet froid (1979)
- Les fantômes du chapelier (1982)
- Cidadão sob Custódia (1981)
- En toute innocence (1988)
- Bonjour l'angoisse (1988)
- Docteur Petiot (1990)
- Bonsoir (1994)
- Nelly et Monsieur Arnaud (1995)
- Beaumarchais, l'insolent (1996)
- Les enfants du marais (1999)

## Recompensas e nominações
- César :
  - 1979 : Recompensado com o César de melhor ator por La Cage aux folles (1978).
    - Nomeado ao César de melhor ator coadjuvante por L'Argent des autres (1978).

  - 1981 : Nomeado ao César de melhor ator por La Cage aux folles II (1980).
  - 1982 : Recompensado com o César de melhor ator por Garde à vue (1981).
  - 1984 : Nomeado ao César de melhor ator por Mortelle randonnée (1983).
  - 1986 : Nomeado ao César de melhor ator por On ne meurt que deux fois (1985).
  - 1991 : Nomeado ao César de melhor ator por Docteur Petiot (1990).
  - 1996 : Recompensado com o César de melhor ator por  Nelly et Monsieur Arnaud (1995).
- Prêmio Lumière :
  - 1996 : Recompensado com o Prix Lumière de melhor ator por Nelly et Monsieur Arnaud (1995).
  - 1998 : Recompensado com o Prix Lumière du melhor ator por Rien ne va plus (1997).
- Recompensado com o David di Donatello Awards
- Year Result Award Category/Recipient(s)
- 1979 : Nomeado David Best Foreign Actor (Migliore Attore Straniero) por La Cage aux folles (1978). (Dividido com Richard Gere por Days of Heaven (1978).)
- 1980 : O filme La Cage aux folles recebe o Golden Globe Award de Meilhor filme estrangeiro.